# 田村るみ
田村 るみ（たむら るみ、1956年（昭和31年） - ）は、日本のヴァイオリニスト。徳島文理大学音楽学部講師。
武蔵野音楽大学大学院音楽研究科修士課程修了。武蔵野音楽大学音楽学部卒業。徳島県出身。

## 経歴
徳島県出身。武蔵野音楽大学音楽学部を卒業。同大学大学院音楽研究科修士課程を修了。大学院修了後は徳島文理大学音楽学部の非常勤講師に就任。
1981年（昭和56年）に徳島県芸術祭の巡回公演を行い、1982年（昭和57年）より移動音楽教室として徳島県内の小中学校で弦楽器の指導を行う。
2010年（平成22年）には徳島県立阿波高等学校でオーケストラの指導を行った。またこれまでに日本弦楽指導者協会徳島県支部長などを歴任。